# Американо-мозамбикские отношения
Американо-мозамбикские отношения — двусторонние дипломатические отношения между США и Мозамбиком.

## История
В 1992 году США начали оказывать Мозамбику экономическую помощь после окончания Гражданской войны и поддерживали процесс по установлению мира в этой стране. Соединённые Штаты являются крупнейшим экономическим донором страны и играют ведущую роль по оказанию помощи Мозамбику.

## Торговля
В 2014 году объём двусторонней торговли между странами вырос на 24 % и составил сумму в 475,100,000 долларов США. Значительный объём прямых иностранных инвестиций в Мозамбик поступает из Соединённых Штатов. Два основных американских инвестора в экономику Мозамбика: Anadarko Petroleum и Mozambique Leaf Tobacco Limitad, хотя интерес со стороны других компаний США тоже прослеживается. В марте 2005 года вступил в силу Двусторонний договор об инвестициях. В 2005 году было подписано Рамочное соглашение по торговле и инвестициям, первое заседание в рамках данного соглашения состоялось в октябре 2006 года.